# たまゆらの女
『たまゆらの女（ひと）』（たまゆらのひと、原題：周漁的火車）は2002年制作の中国映画。孫周（スン・チョウ）監督、鞏俐（コン・リー）主演。原作は現代小説家・北村（ベイ・ツン）著『周漁的喊叫』（日本未訳）。

## あらすじ
雲南省の建水に住む白磁の染付け絵師・周漁（チョウ・ユウ）は、無名の詩人・陳清（チェン・チン）と恋に落ち、彼の住む四川省の重慶まで汽車で10時間もかけて会いに通うようになる。だが陳青にとって、そんな彼女の強い愛情は次第に重荷になっていく。そんなある日、周漁は無骨だが心優しい同郷の獣医・張強（チャン・チャン）と出会うのだが……。

## キャスト
| 役名                               | 俳優                         | 日本語吹替 |
| ---------------------------------- | ---------------------------- | ---------- |
| 周漁（チョウ・ユウ）／秀（シュウ） | 鞏俐（コン・リー）           | 渡辺美佐   |
| 陳清（チェン・チン）               | 梁家輝（レオン・カーフェイ） | 堀内賢雄   |
| 張強（チャン・チャン）             | 孫紅雷（スン・ホンレイ）     | 松本保典   |

## スタッフ
- 監督：孫周（スン・チョウ）
- 脚本：孫周、北村（ベイ・ツン）、陳梅（チャン・メイ）
- 撮影：王昱（ワン・ユー）
- 美術：孫立（スン・リー）
- 音楽：梅林茂
- 製作：孫周、黄建新（ホアン・ジャンシン）、江志強（ビル・コン）
- 製作総指揮：韓三平（ハン・サンピン）